# Eduardo Barreiros
Eduardo Barreiros (Gundiás, Nogueira de Ramuín, provincia de Orense, 24 de octubre de 1919 - La Habana, Cuba, 19 de febrero de 1992) fue un empresario industrial español desde los años cuarenta hasta los noventa. Es célebre por la transformación patentada de motores de gasolina a diésel y por la posterior fabricación de camiones y vehículos industriales. La demanda de transformación de motores hace que funde Barreiros Diesel, a mediados de los años cuarenta en Orense, para trasladarse en 1952 a Madrid, donde se establecerá en los terrenos que actualmente ocupa PSA Peugeot-Citroën. Se configura de esta forma una importante y gran factoría de motores y vehículos industriales, convirtiéndose Eduardo Barreiros en el mayor empresario privado del sector automovilístico español de su época, que logra además contactos y acuerdos de asociación con diversas compañías de Europa y Estados Unidos, -todo ello a pesar de muchos conflictos y obstáculos por parte del I.N.I. (INI y ENASA). Consigue grandes éxitos en el campo de la fabricación de motores industriales, en la de camiones, autobuses, tractores, furgonetas, etc.; sin embargo, no logra una total penetración en el mercado de automóviles turismos, para lo cual se asocia con la norteamericana Chrysler, fabricando el Simca 1000 y Simca 1200 y el Dodge Dart. 
En 1963 Barreiros firma el acuerdo con la multinacional Chrysler y, a pesar de que pudiera haberse encontrado mediante el mismo la solución a los problemas financieros derivados del gran volumen de letras por las numerosas ventas a plazos, pronto se demostró que el verdadero interés de la multinacional norteamericana era, sobre todo, la introducción de sus modelos Simca y Dodge Dart en el mercado español, aprovechando la infraestructura de distribución creada por Barreiros.
La industria automovilística necesita de enormes inversiones y economías de escala, a cuya altura no pudo estar Barreiros. En el año 1969, Chrysler toma el control del 100% de la compañía, en medio de una gran polémica. Eduardo Barreiros pierde, pues, el control de Barreiros Diésel, dimite como Presidente y firma un acuerdo por el cual se ve obligado a pasar un lustro de inactividad forzosa en la industria del motor. Transcurridos unos años, regresa de nuevo en los años ochenta a este mundo -después de haberse dedicado a actividades industriales diversas-, constituyendo Diésel Motores Industrias, S.A. (DIMISA), que diseña y construye nuevos motores diésel. Establece su última residencia en Cuba, donde dirige el plan de desarrollo automotriz y diferentes industrias de automoción.

## Biografía

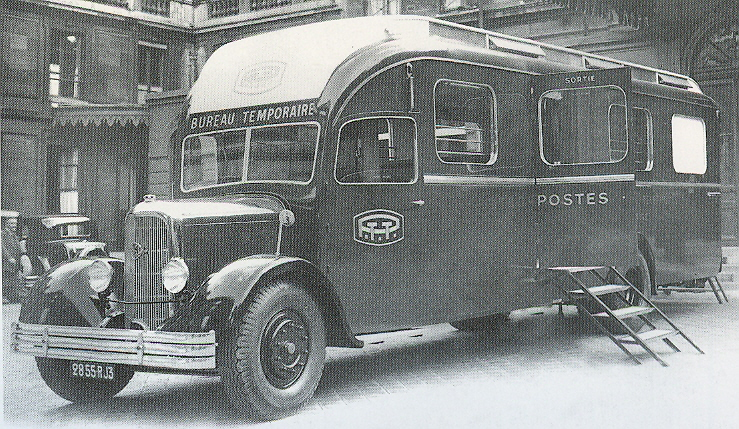
Un Panhard-Levasor 10HP como el primero que empleaba su padre en la línea.

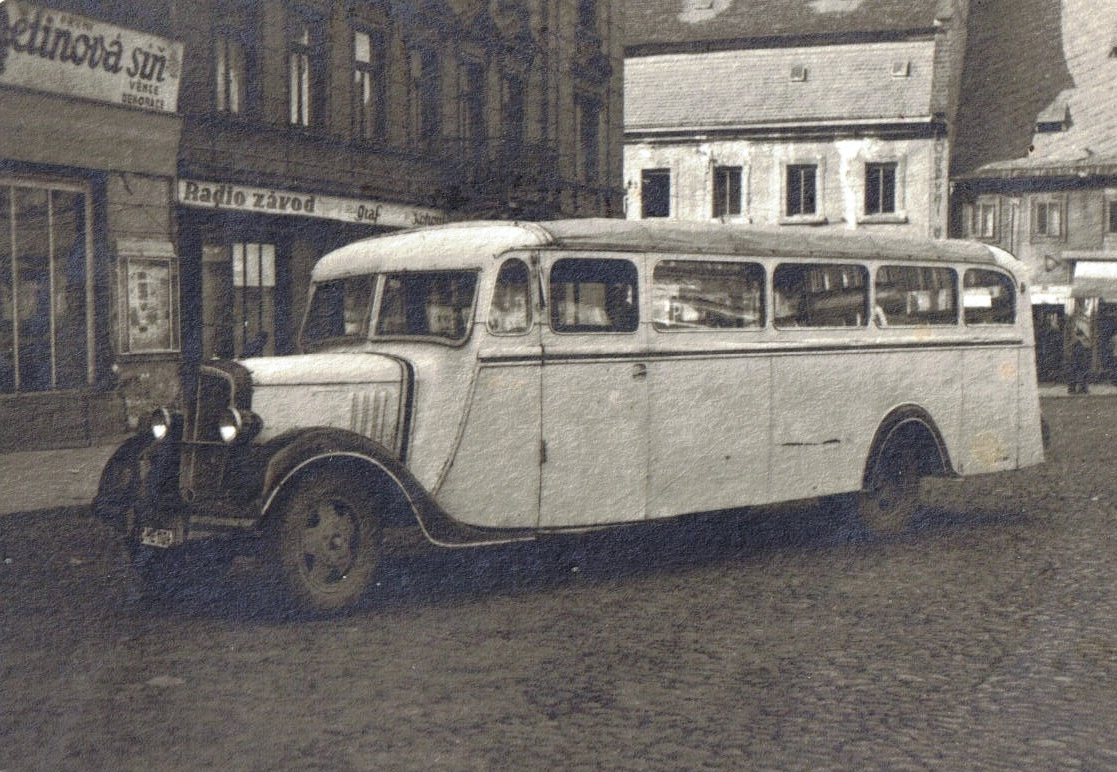
Autobús Chevrolet que adquirió tras su aprendizaje como conductor de transportes en la Guerra Civil.

Tras la Primera Guerra Mundial, en 1918, los países europeos comienzan a motorizarse. En buena medida empiezan a proliferar industrias automovilísticas a medida que se va incrementando la demanda de esta nueva forma de transporte. Los países europeos poseían diversos índices de automoción. España, a pesar de haber crecido su demanda, estaba por debajo de sus vecinos europeos. El auge empresarial de Barreiros se produce en un instante de salida del periodo autárquico del franquismo, caracterizado por una expansión de las multinacionales americanas en Europa tras la Segunda Guerra Mundial. Superada la fase autárquica del franquismo, comenzó el verdadero crecimiento de la industria automovilística española. Los mandatarios realizaron una negociación con Estados Unidos que incluía sin duda el avance de la industria automovilística americana en el territorio español. Antes de 1936 la tecnología de motores disponible había sido de gasolina, y llegados los cincuenta se estaba quedando obsoleta. 

### Inicios y juventud
Eduardo Barreiros nació en la pequeña localidad de Gundiás (parroquia de San Miguel do Campo) en la provincia de Orense en el valle del Sil. Era el primero de cinco hermanos. Su padre Eduardo Barreiros Nespereira, emigró medio año antes de que naciera a Gran Canaria. Durante este tiempo convivió con su madre Luzdivina Rodríguez y con su abuelo Francisco, ayudándole en sus labores agrícolas. Al cumplir Eduardo los cuatro años el padre regresa a Galicia para reagruparlos, y llevarlos a la localidad de Tamaraceite (Gran Canaria). El padre había logrado activar allí una pequeña fábrica de cedazos cuya producción se encargaba el mismo de transportar a la ciudad más cercana mediante la ayuda de dos caballos de su propiedad. Eduardo acompañaba a su padre en este transporte diario. Su hermano Valeriano nace durante este periodo de estancia en Las Palmas. Ya en el año 1925 la familia Barreiros regresa a Galicia para acompañar al abuelo Francisco que, debido a la enfermedad grave que padece, fallece meses después. El padre obtiene el carnet de conducir y solicita al poco un permiso en Orense para explotar una línea de transporte con un autobús Panhard-Levasor 10 HP que adquiere de segunda mano. El autobús tenía capacidad para transporta a 18 personas, y significó el comienzo de la vinculación de los Barreiros con la automoción, al iniciar la explotación de su primera línea de autobuses. Eduardo es el mayor de sus cuatro hermanos que van naciendo en esta época orensana. De esta forma, a Eduardo y Valeriano se añaden Graciliano, María, Mari Luz y Celso. 
En 1929 obtiene Eduardo Barreiros Nespereira la licencia para explotar la línea Orense - Los Peares (distanciados unos veinte kilómetros) con un viejo Renault. El trayecto de esta línea rural se realizaba sobre un tortuoso camino sin asfaltar. La familia residía en esta época en la aldea Los Peares, pero pronto debido al buen progreso del negocio de transportes la familia decide residir en Orense, en la calle Cardenal Quevedo. Eduardo con doce años, interrumpe sus estudios básicos para comenzar a ayudar a su padre ejerciendo de revisor en el autobús de línea, así como en las diversas labores de mantenimiento realizadas sobre el viejo autobús. Eduardo pasó de esta forma su infancia entre los motores que reparaba junto con su padre. Ya en su juventud, entra en un taller mecánico como ayudante aprendiz en el taller de Manuel Cid denominado ARCE. En esta labor de aprendiz de taller, logró conocer los aspectos relativos acerca del funcionamiento y el mantenimiento de los motores de combustión interna. Durante este periodo, Eduardo sufrió la inestabilidad política en la República Española. Se le desconoce afiliación a sindicatos.
En el golpe de Estado del 17 de julio que inicia la Guerra Civil, el joven Eduardo con el autobús de su padre se presenta a las autoridades militares de La Coruña con el objeto de prestar ayuda y se alistó como requeté, siendo destinado al transporte de artillería primero en el Alto del León, luego a Extremadura y también a Toledo. De esta forma comienza Eduardo su periplo durante la contienda nacional. Durante los meses de verano y otoño de 1936 estuvo prestando ayuda con su camión transportando las tropas del bando franquista en la Ofensiva del Norte, concretamente en el apoyo al General Aranda en su asalto a la capital asturiana de Oviedo. Tras completarse esta campaña, retornó a la casa paterna en Galicia y entregó el viejo autobús a su padre. Regresó al bando nacional, donde ejerció como conductor de autobuses de transporte de artillería al frente, primero en el puerto de Guadarrama, posteriormente en el frente de Extremadura y Toledo. En 1939, tras el final del conflicto, regresó a Orense con su familia. Junto con su padre adquirió un viejo autobús de marca americana: un Chevrolet. Al poco tiempo amplían el parque con un destartalado camión Ford y un Renault. Eduardo iba recomponiendo estos viejos vehículos con diversos componentes procedentes de las chatarrerías locales, mostrando en estas operaciones gran acierto y habilidad en el terreno de la mecánica. La demanda de transporte iba creciendo en la zona gallega, y esta flota de autobuses estaba en pleno funcionamiento.

### Primeras aventuras empresariales
Las tempranas habilidades mecánicas de Eduardo Barreiros mostraban su capacidad de reparar y habilitar motores a partir de viejas piezas que recoge en los desguaces. El primer negocio de compraventa lo realiza con su primo Celso Barreiros que le compra una moto reconstruida, a partir de este momento se dedica a reconstruir diversos vehículos que descompone en sus piezas y posteriormente vende en el mercado. Estas operaciones le reportan grandes beneficios. Con ellas financia los estudios de sus hermanos menores: acompaña a su hermano Emiliano Barreiros a Madrid con el objeto de que inicie sus estudios de ingeniería, Valeriano comienza a estudiar como profesor mercantil, y Celso se hace interno en un colegio de Orense. Sus otras dos hermanas estaban internas en un convento de Orense. Todos ellos reciben los beneficios directos de sus primeras transacciones comerciales debido a la compra-venta de motores, bastidores y vehículos. 
En 1940 conoce a Dorinda Ramos, la hija de un ganadero de una aldea cercana a Gundiás, que entonces se encontraba interna como estudiante en un convento de Orense. El noviazgo duraría seis años antes de contraer matrimonio. A comienzos de la década de los años cuarenta España sufría los efectos de un corte de suministro de petróleo. Con el objeto de paliar esta disminución de abastecimiento de petróleo, se instalan equipos de gasógeno logrando que la mitad de los motores en España funcionasen con este sistema, al igual que hizo Italia en los años treinta durante su guerra en Etiopía. Esta modificación permitía la alimentación del motor de los automóviles con los vapores y gases logrados de la combustión de leñas y carbones, realizada en una caldera situada en la parte trasera de los vehículos. 
En 1945, Eduardo Barreiros vendió la línea de autobuses de su padre, así como la licencia de transporte, con la modesta cantidad de dinero que obtiene de esta venta funda BECOSA (Barreiros Empresa Constructora, S.A.). El objetivo de la compañía era la contratación de obras públicas en Galicia. Comenzó a conseguir adjudicaciones para la construcción de carreteras en Galicia, para lo cual fabricó parte de la maquinaria y utensilios que utilizaba, consiguiendo acabar las obras concedidas en tiempo récord, por disponer de maquinaria que a los demás faltaba. En 1947 se adjudica la ampliación del Puerto de Castellón. En el año 1948 su mujer, Dorinda, da a luz el que será el primer hijo de la pareja: Eduardo-Javier Barreiros Ramos.
El motor diésel inventado y patentado en 1892 por Rudolf Diesel, de quien deriva su nombre, fue diseñado inicialmente y presentado en la feria internacional de 1900 en París como el primer motor para "biocombustible", como aceite puro de palma o de coco. Este tipo de motor tiene menores consumos, al mismo tiempo que su combustible de gasoil (por litro) resultaba comparativamente más barato que la gasolina. Se le ocurre que los motores de gasolina pueden ser transformados a diésel con un par de cambios funcionales y añadidos mecánicos al motor. Necesita experimentar para comprobar que esto sea efectivamente posible. En 1949 comenzó en el taller familiar de Orense la transformación de motores gasolina a diésel, para cubrir las necesidades de sus propios vehículos, utilizados en las contratas. El inicio fue la compra de dos motores de aviación de origen alemán (Krupp) en una subasta de motores de gasolina sobrantes del Ejército del Aire. Empleó este tipo de motores para investigar y probar algunas de sus ideas de transformación a motores diésel, básicamente por ser capaces de soportar la presión necesaria para la conversión a diésel. Uno de los motores que era fácil de transformar era el de los camiones ZIS-5 "ЗиС" soviéticos (denominados popularmente como 3HC que es como se leían los caracteres cirílicos), existía gran cantidad de ellos circulando por las carreteras de postguerra por haber sido capturados como botín de guerra por las tropas franquistas al bando republicano. Su primer motor modificado del "ЗиС" se denominó EB-1 (Eduardo Barreiros n.º 1). 
Pronto aumentan las peticiones de conversión de motores de gasolina a diésel en el territorio nacional, sobre todo entre el sector de los transportistas (muchos de los cuales habían comprado otros "ЗиС" excedentes del ejército). El taller se quedó pequeño y en 1951 se decidió trasladar la producción a Madrid. Barreiros alquiló unos talleres en el kilómetro 7 de la carretera Madrid - Andalucía, por 50.000 pesetas al mes, y creó la empresa Galicia Industrial. Barreiros tenía la patente n.º 198.618, concedida con fecha 7 de julio de 1951, donde describía el proceso de transformación a diésel. Realizando mejoras en el sistema de inyección y en la culata lo que origina una segunda patente. El nuevo motor transformado, mediante un proceso de dieselización, se anunciaba en los medios periodísticos de la época; de esta forma Barreiros estrena una nueva estrategia: la publicidad:

En diésel se puede transformar su automóvil, por el 25 por 100 de su coste en fábrica. Rendimiento garantizado igual al diésel en origen. El motor transformado conserva la misma potencia y velocidad. Plazo de entrega: seis semanas. PATENTE. E. Barreiros Orense
Diario ABC de Madrid de 1 de noviembre de 1951, anuncio a toda página

La producción de automóviles, tal y como lo entendía Eduardo, era una actividad con grandes requerimientos de capital, de organización empresarial y de técnicas de marketing. Por esta razón, el conductor de camiones, Manuel Gómez Rodríguez, que hacía la ruta de transporte de Vigo a Madrid y que transportaba pescado al Mercado de Toledo accede a exhibir un cartel publicitario anunciando el uso del motor, añade al reclamo un tinte patriótico: ¡y además es un motor español!. Sus hermanos empezaron a trabajar con Eduardo Barreiros y montaron el primer laboratorio de materiales. Eduardo Barreiros crea la Compañía Anónima de Bombas (CAB) que se encarga de fabricar las bombas necesarias para realizar las transformaciones de su patente. El primer éxito proviene de un concurso realizado en la Escuela Superior de Ingenieros Industriales en Madrid en el que expone sus avances tecnológicos. En el periodo 1952-1953 se realizaron unas 700 transformaciones de motores y se realizó el prototipo de motor con tecnología propia: el EB-6 (Eduardo Barreiros n.º 6). Los beneficios que reportaban estas transformaciones, junto con la creciente demanda. Hizo pensar a Barreiros la constitución de una empresa dedicada a la fabricación de motores.

### Etapa de Barreiros Diésel, S.A.

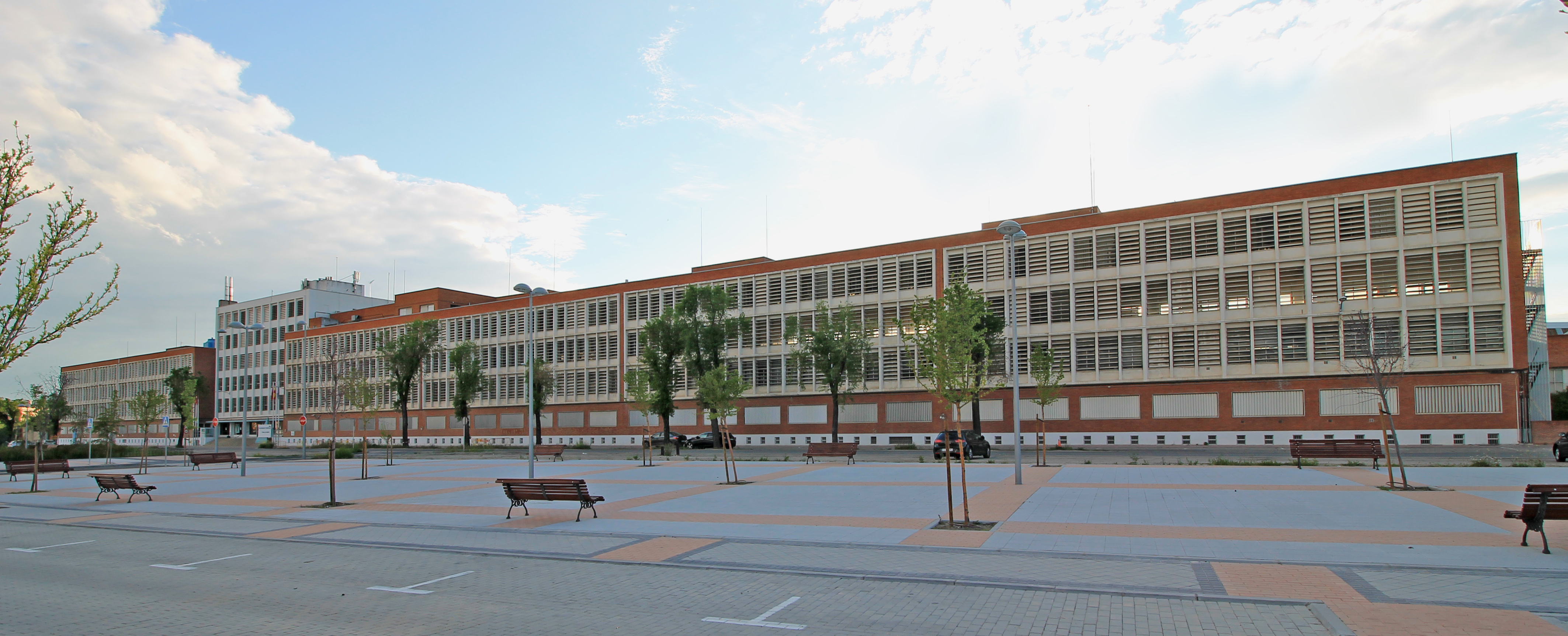
Antiguas oficinas centrales de Barreiros Diesel, junto a la fábrica de Villaverde (Madrid).

El 16 de marzo de 1954 constituye en Madrid la empresa "Barreiros Diésel, S.A.", con un capital social de 10 millones de pesetas (el mínimo exigido por la legislación en materia de sociedades anónimas). Previamente en el kilómetro uno de carretera de Orense-Monforte, en una nave pone en funcionamiento lo que denomina "Factoría 1", En 1952 alquila en Madrid, en el kilómetro siete de la carretera de Andalucía, un local donde ubica la "Factoría 2". La demanda de cambios de motores de gasolina a diésel ha crecido de tal forma que tras haber transcurrido un año, en la carretera a Getafe construye la "Factoría 3", ubicada en Villaverde que con sus 1.3 millones de metros cuadrados de superficie es la mayor de todas, y por esta razón se convierte en una especie de holding que recibe la denominación "Factoría Barreiros". Ubicó la fábrica en Madrid, por ser un nudo de comunicaciones, demás de sede de los organismos públicos con los que Eduardo tendrá de negociar con el objeto de llevar adelante su industria. Se traslada con toda la familia a Madrid y alquila una vivienda en la calle Ferraz (n.º 17) en el madrileño barrio de Argüelles. Por aquel entonces Eduardo ya tenía dos hijos: Eduardo Javier y Mariluz.
Tras varios éxitos decide comenzar a prepararse para la construcción completa de vehículos industriales. En esta época la complicación no solo era técnica sino política; por esta razón introdujo en el consejo de administración de Barreiros Diésel a parientes del jefe del Estado como Francisco Franco Salgado-Araujo (cargo de secretario personal de Eduardo Barreiros) y Constantino Lobo Montero (exgobernador militar de la Coruña). posteriormente en 1958 se añadiría José María Sanchiz Sancho. A pesar de todo, las licencias para construir automóviles, que concedía el Ministerio de Industria se demoraron. La causa proviene de las presiones opositoras que desde el INI realiza Juan Antonio Suanzes (fundador del INI y persona muy influyente en el mundo industrial de la época), negándose a recibir personalmente a Eduardo Barreiros en su propio despacho. Para desarrollar las iniciativas industriales Eduardo contaba con la ayuda financiera del Banco de Vizcaya, que por aquella época resultaba del todo insuficiente. Por esta época cuenta con la ayuda de Tomás de Bordegaray, directivo del Banco de Vizcaya que se encarga de introducirle en la sociedad financiera madrileña de la época. Su papel de apoyo fue fundamental en el establecimiento de la gran factoría de Villaverde, siendo uno de los promotores de la entrada del Banco de Vizcaya en el consejo de Barreiros Diésel en 1957. Eduardo pasaba todo su tiempo en la factoría, y conocía a todos los empleados por su nombre. Eduardo siguió un modelo de integración vertical y con esta filosofía, crea empresas de naturaleza diversa: de fundición (Metalúrgica Santa Ana), de fabricación de motores de arranque, engranajes. La entrada masiva de camiones GMC americanos en el parque automovilístico español, con motores de gasolina que no permitían una transformación a diésel satisfactoria y la progresiva caída en la demanda de 3HC rusos, hicieron que Barreiros comenzara a diseñar motores. 

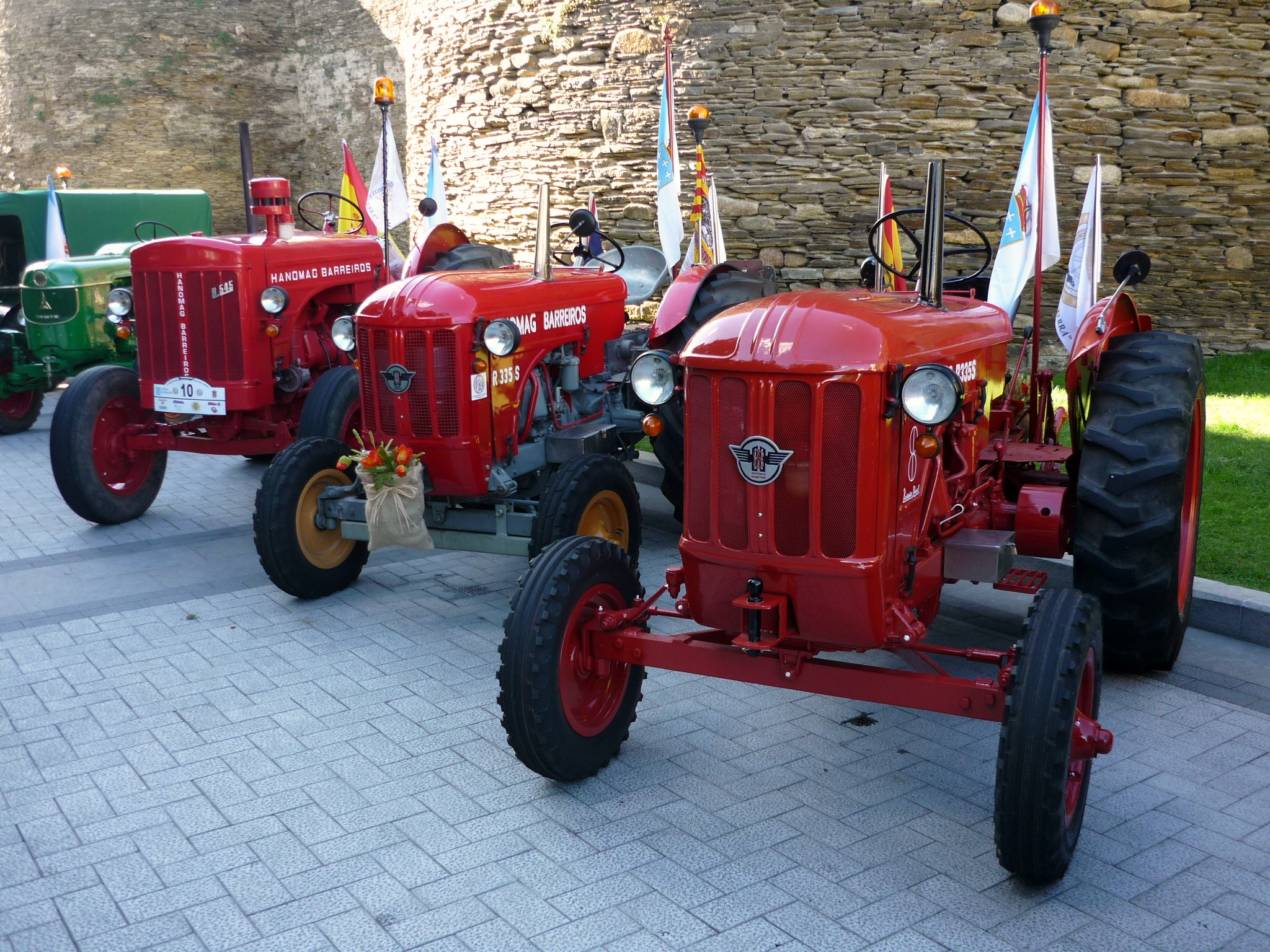
La empresa nace para la fabricación de motores de tractores, camiones y maquinaria industrial. En una colaboración con la empresa alemana Hanomag diseña tractores.

Mientras esperaba la autorización por parte del Ministerio, se dedicó a mejorar parte del que denominará motor EB-6, procedente del motor Perkins en el cual Eduardo Barreiros comenzó realizando transformaciones a diésel; también fue el motor que utilizó en el prototipo militar TT.90.22, más conocido como "El Abuelo", de tecnología Barreiros, y posteriormente también camiones completos. Su primera incursión en la fabricación de turismos la realiza con el motor EB-55 que se iban a instalar en los taxis (de 55 a 73 caballos sobrealimentado) en los SEAT 1400 y 1500. El motor EB-6 se fue perfeccionado con el tiempo hasta convertirse en el A-26 de la última etapa. Su competidor directo en Europa era el motor diésel Perkins P6 inglés. Este motor, a pesar de ser más caro que el Barreiros, estaba inundando el mercado. Barreiros hubiera preferido fabricar estos motores en la factoría de Villaverde y distribuirlos por España, llegando incluso al mercado Americano. Eduardo Barreiros no tenía los contactos posibles para esto. Los competidores mencionaban que el motor EB-6 era un "réplica" del Perkins P6. A pesar de todo Perkins no patentó en España su motor P6, siendo adquirida por Massey Ferguson al poco tiempo. Con motivo de expandir su producción viaja a Inglaterra y visita a David Brown y se comprometió a participar en la nueva sociedad. Barreiros se presenta con éxito a un concurso de suministro de trescientos camiones TT.90.22 al Ejército Portugués. Las pruebas del concurso incluían conducción en superficies inclinadas y suelos pantanosos. Las pruebas fueron superadas por un prototipo conducido por el propio Eduardo Barreiros. Este prototipo competía con la factoría de camiones Pegaso apoyada por ENASA. Unos meses después Eduardo repite la misma demostración ante Franco en el El Pardo. En esta presentación arranca de Franco la frase: «Barreiros, adelante, adelante» en presencia del presidente del INI: Juan Suances. Fue esta la aprobación que necesitaba para obtener el permiso de fabricación de vehículos. En 1960 realiza con la empresa alemana de tractores Hanomag la incorporación de su motor, fabricando tractores (bajo la denominación: Rheinstahl Hanomag Barreiros). En 1961 pasó a ser de Barreiros en su totalidad. Este mismo año se asocia con Pinto Bastos y abre una factoría Barreiros en Setúbal (Portugal), que pasó a denominarse: "Compañía Portuguesa de Motores y Camiones S.A." (empresa que vende posteriormente en 1966). Barreiros comenzaba a finales de 1961 a extender delegaciones de su fabricación en Hispanoamérica. 
A comienzos de la década de los cincuenta el Instituto Nacional de Industria apadrina la industria automovilística SEAT, llegando a producir, a partir de 1957, unidades SEAT 600 a precios relativamente baratos y populares. Por otra parte ENASA surge con intenciones similares en el campo de los camiones. Eduardo solicita al INI permiso para la fabricación de turismos, las empresas estatales se opusieron a ello. Eduardo había presentado ya su motor EB-55 de cuatro cilindros, adecuado para el uso en taxis (el popular SEAT 1400 empleaba motores de gasolina). El año 1962 fue difícil, las ventas se redujeron considerablemente, el Banco de Vizcaya se oponía a más préstamos, los acuerdos de producción conjunta en España con la empresa Humber fracasaron (posiblemente por intrigas iniciadas en el INI). Eduardo tenía enemigos en los Ministerios, a pesar de los apoyos iniciales de Franco en el Pardo. Comenzó este año una colaboración con el alemán Carl Borgward en la realización de turismos de lujo: el Borgward 230 y el Borgward 230 GL. Barreiros fabrica en estos tiempos los camiones Azor y super Azor. En 1963 Barreiros Diesel vende casi 4.300 camiones, frente a los 6100 de ENASA. En 1964 la revista The New York Times incluye a Eduardo entre los seis industriales más importantes de Europa. 
Tras infructuosas conversaciones con empresas automovilísticas inglesas, tras un intento fallido de ser adquirido por la General Motors y ante la agobiante situación financiera Barreiros había solicitado unos 1000 millones, “en un crédito concedido por un Organismo oficial” a pagar en 10 años. Este crédito fue denegado. En 1962 se asoció con la empresa estadounidense Chrysler y fundó "Barreiros Chrysler". La multinacional Chrysler, al mando de Lynn Townsend, adquiere el 40% de Barreiros Diésel, S.A. El presidente Lynn tiene como estrategia de expansión e internacionalización crear joint ventures con empresas locales, antes de crear sucursales ex novo. La multinacional quería introducir en el mercado español el vehículo de lujo modelo Dodge Dart para competir con el SEAT 1500, y el vehículo utilitario Simca 1000 como alternativa al 850. El mercado automovilístico se fundamentaba en una industria de sustitución de importaciones, y se centraba principalmente en los modelos: SEAT 600, el 850, el Citroën dos caballos, el R4 y R8. Esta situación se mantuvo hasta que en 1967 se establecieron los denominados decretos Ford que abrieron la puerta al mercado de otras marcas, convirtiendo a España en uno de los mayores fabricantes de automóviles del mundo a mediados del siglo XX. Eduardo Barreiros no fue capaz de aportar los capitales de ampliación propuestos por Chrysler y que suponían el 60% de la cuota a Barreiros. Al final, en 1967, la compañía Barreiros desaparece y es adquirida por Chrysler, convirtiéndose en Chrysler España S.A.. La filial, debido a problemas financieros, se vende en 1978 al Grupo PSA (Peugeot-Citroën), los vehículos industriales de la Fábrica de Villaverde se pasaron a la empresa Renault.

### Exilio tecnológico y resurgir
Cuando, en mayo de 1969, Eduardo Barreiros abandonó Barreiros-Chrysler presentando su dimisión como Director, firmó un contrato con Chrysler España en el que se comprometía a no realizar ningún tipo de actividad relacionada con la automoción durante un período de cinco años. La prohibición incluía las operaciones de proyectar, fabricar, o comercializar ningún tipo de motor o vehículos. La venta de sus acciones, fue un momento de profundo cambio en la vida de Eduardo Barreiros. Él y su familia recibieron unos seiscientos millones de pesetas por la compra de sus acciones, cantidad muy importante en la España de la época. Sus hermanos, que le habían acompañado hasta ahora en las aventuras empresariales, a partir de este instante siguieron sus propios rumbos profesionales. La obligación contractual con Chrysler hace que se dedique a nuevos negocios, introduciéndose en el sector agroalimentario. Por esta razón, adquiere unos terrenos de 5.000 ha en La Solana (Ciudad Real) que dedica al cultivo de cereales y la ganadería. En junio de 1969 funda PUVASA (Explotaciones Puerto Vallehermoso, S.A.), realizando fuertes inversiones en maquinaria agrícola y técnicas de regadío con el objeto de buscar una mayor eficiencia en la maquinaria empleada. Tenía proyectado alcanzar las veinte mil cabezas de ganado para mediados de los años setenta. Puvasa se convierte en una de las principales fuentes de abastecimiento de sementales a las ganaderías de España y de Europa, abriendo uno de los mejores laboratorios de inseminación artificial en sus instalaciones.
En paralelo realiza diversas operaciones industriales en otros lugares de España. En 1970 compra varias bodegas de vino de La Mancha, que moderniza totalmente, y vende sus caldos bajo las denominaciones de Luis Megia (actualmente acogida a la denominación Valdepeñas) y otras. A mediados de la década de los 70 fundó el Centro Minero de Penouta para la explotación de minas de casiterita (óxido de estaño) situadas en Viana del Bollo en la provincia de Orense. La producción de esta mina se comercializaba a una empresa norteamericana encargada del proyecto Apolo. Establece sociedades de cartera y una financiera inmobiliaria (CEFISA), presidida por Pío Cabanillas. Esta empresa ofreció en 1980 suspensión de pagos por mala gestión, y con ella perdió parte de su fortuna. A pesar de todo mantuvo un pequeño laboratorio de motores, en él se formó un pequeño elenco de ingenieros que posteriormente le seguiría en su etapa cubana. Al llegar el año 1974 se encuentra liberado de su forzoso exilio tecnológico y comienza lentamente a entrar en el sector de automoción. En 1977 se ofrece como consejero industrial en Arabia Saudí. Contempló trabajar en otros países como Marruecos, Egipto, Filipinas y finalmente Cuba. Se reúne con el líder Carlos Rafael como vicepresidente de Cuba y dada la situación de aislamiento en la que vive Cuba, se planifica una evolución de la industria automovilística, en gran medida debida al entusiasmo de Barreiros. 
Al transcurrir los diez años de su salida de Barreiros Diésel, contando con sesenta y un años de edad, constituye la sociedad Diésel Motores Industrias, S.A. (DIMISA). La constitución de dicha sociedad tiene lugar el 27 de marzo de 1980, en Madrid. Las oficinas de DIMISA se establecieron en Pinto (Madrid), adquiriéndose dos naves de 1000 metros cuadrados. Parte de estas dos naves se dedica a la investigación en motores. Se comenzó la actividad con el desarrollo de motores de 6 y 8 cilindros en V y en 1981 aparece el primer motor de 6 cilindros (190 caballos). Tras su puesta a punto, se manda al Lloyd's Register para su homologación. Los motores se someten a duras prueba de funcionamiento ininterrumpido durante cuatro meses. Envían a Lloyd's tres variantes de este motor, en sus versiones de automoción, marina, e industrial. Finalmente logra la homologación de los tres motores. En un primer momento pensó en la construcción de vehículos para movimientos de tierras, pero finalmente optó por la investigación de los motores diésel, desarrollando diversas familias de tipo modular (de 130 a 500 CV).

### Etapa cubana
El gobierno cubano había contactado al Lloyd's Register para que les asesorase acerca de sociedades capaces de llevar adelante un ambicioso programa para construir motores diésel en Cuba y, entre otras opciones (como Nissan o Mercedes-Benz), les dan la posibilidad de invitar a DIMISA al concurso internacional. DIMISA gana el concurso y firma un contrato con el Gobierno cubano de Fidel Castro para realizar un plan de desarrollo de la automoción de Cuba, que incluía la creación de industrias principales y auxiliares de automoción, con el fin de producir motores diésel de diversas cilindradas (de 6 a 12 cilindros en V), cuya denominación será Taíno EB. Para ello se transforma la planta de motores Amistad Cubano-Soviética en donde antes de 1959 estuvo instalada la firma Ambar Motor's de Estados Unidos.
Antes de iniciar la fabricación de los motores Taíno, Eduardo Barreiros propuso, y se aceptó, hacer un ensayo de dieselización de dos motores ZiL-130 a título experimental. Una vez pasada una serie de pruebas y comprobado que los nuevos motores consumían bastante menos, se inicia un programa de dieselización paralelo al de construcción de la fábrica. La idea era transformar la totalidad del parque móvil, pero se precisaba del envío de cigüeñales desde la ZiL soviética, y como estos llegaron con multitud de defectos de fabricación, solamente se pudieron transformar unos cuantos cientos de motores. La mayoría de los técnicos que le ayudan en la adaptación de la fábrica son antiguos colaboradores de Barreiros. Se construye una planta de prensas y un taller de utillaje. 
En 1990 se inicia la fabricación del primer prototipo del motor de Taíno EB10, de 10 cilindros, y comienza la construcción de los motores de 4 y 12 cilindros. Desde este año se fabrican motores de 3 cilindros en línea, motores de nuevo diseño de 4, 6 y 8 cilindros en V, motores para uso agrícola y motores estacionarios. También se inicia la construcción de la planta de prensas en Guanajay.
No se lograron los objetivos iniciales de llegar a los 10 000 motores/año porque entre tanto tuvo lugar la caída del muro de Berlín (1989), la caída del comunismo (1992), y Cuba entró en crisis estableciéndose el llamado periodo especial, pero sí se produjeron motores y sí se modernizó toda una industria, desde la fundición a la fabricación de tornillos, que sin duda fue muy útil a la isla.
El Instituto Superior de Diseño Industrial de La Habana le confiere la categoría especial de profesor invitado; la Universidad de La Habana le concede el Título de Doctor Honoris Causa en Ciencias Técnicas, y se le hace entrega de La Giraldilla de La Habana.
Eduardo Barreiros falleció en La Habana (Cuba) el 19 de febrero de 1992 y con ello termina lo que podría haber sido una posible "etapa angoleña" ya que se encontraba preparando una futura incursión en Angola.

## Legado
Su legado general lo gestiona la Fundación Eduardo Barreiros, de la que es presidenta su hija María Luz Barreiros. Buena parte de ese material se expone en el Museo Eduardo Barreiros, localizado en Valdemorillo (Madrid). En 1966 donó a su parroquia tres tractores para uso comunal, conservados en un galpón en la aldea de Gundiás: los tractores, dos de ellos ya renovados, se mantienen en el galpón, ya sin uso.
Tiene su nombre una calle en Madrid, cerca de los terrenos de la Stellantis Villaverde que construyó en el distrito de Villaverde, una plaza en Orense y el polígono industrial de San Cibrao das Viñas. Sobre su vida, en 2007 se hizo el documental biográfico titulado Barreiros, motor humano, dirigido por Marco Besas y producido por Elemental Films, La Región TV y la TVG.
El 29 de noviembre de 2013 un avión Boeing 767-300ER de la compañía Privilege Style, con matrícula EC-LZO, fue bautizado con su nombre.

## Galardones
- Cruz del Mérito Civil.
- Medalla de oro al Mérito en el Trabajo.
- Premio Internacional Dag Hammarskjöld al mérito industrial.
- Doctor honoris causa en Ciencias Técnicas por la Universidad de La Habana.
- La Giraldilla, medalla oficial de la ciudad de La Habana.